# La Disparition (Seuls)
Pour les articles homonymes, voir Disparition (homonymie).
La Disparition est le premier tome de la série de bande dessinée Seuls, écrit par Fabien Vehlmann et dessiné par Bruno Gazzotti, publié en 2006 aux éditions Dupuis. Il s'agit également du premier tome du premier cycle.

## Synopsis
Fortville, un soir d'été. Yvan, Leïla, Camille, Terry et Dodji vaquent à leurs occupations respectives, entre jeux vidéo, devoirs, hobbys, télé, mais aussi solitude, tristesse, énervement, angoisses et souffrances personnelles. Le lendemain, Fortville est déserte. Tout le monde a disparu. Plus âme qui vive dans les rues, si ce n'est ces 5 enfants. Désormais livrés à eux-mêmes, face au danger, à l'incertitude et à des phénomènes inexpliqués, ils vont devoir apprendre à survivre ensemble. 

## Accueil
Le site web Bédéthèque recense 258 votes des lecteurs qui, en moyenne, donnent une note de 4/5 à la bande dessinée.
Les avis de SensCritique sont un peu moins bons, puisque 1 400 personnes mettent en moyenne 7,3/10 à la bande dessinée.

## Prix
- 2007 : Prix jeunesse 9-12 ans du festival de la bande dessinée d'Angoulême

## Adaptation au cinéma
L’adaptation cinématographique des cinq premiers tomes de Seuls, réalisée par David Moreau, est sortie en février 2017 au cinéma.